# Chienkosaurus
Chienkosaurus („ještěr ze S’-čchuanu“) je vědecky pochybný rod pravěkého čínského teropodního dinosaura, žijícího v období pozdní jury (asi před 160 miliony let) na území dnešní jižní Číny (provincie S’-čchuan). Formálně byl popsán čínským paleontologem Jang Čung-ťienem v roce 1942.

## Historie
Fosilie tohoto dinosaura (holotyp nese označení IVPP V.237 a jedná se o čtyři fosilní zuby) byly objeveny v sedimentech souvrství Ša-si-miao (angl. Shaximiao). Jang přiřadil k tomuto taxonu také loketní kost a ocasní obratel. Druhové jméno ceratosauroides zvolil proto, že mu fosilie teropoda značně připomínaly fosilie severoamerického rodu Ceratosaurus. Ve skutečnosti ale byly do tohoto taxonu zahrnuty i zkameněliny krokodýlovitého plaza rodu Hsisosuchus. Zuby chienkosaura pak mohou ve skutečnosti patřit teropodovi rodu Szechuanosaurus. Druh C. ceratosauroides je proto pochybným vědeckým jménem (nomen dubium).